# Wereldkampioenschappen baanwielrennen 1907

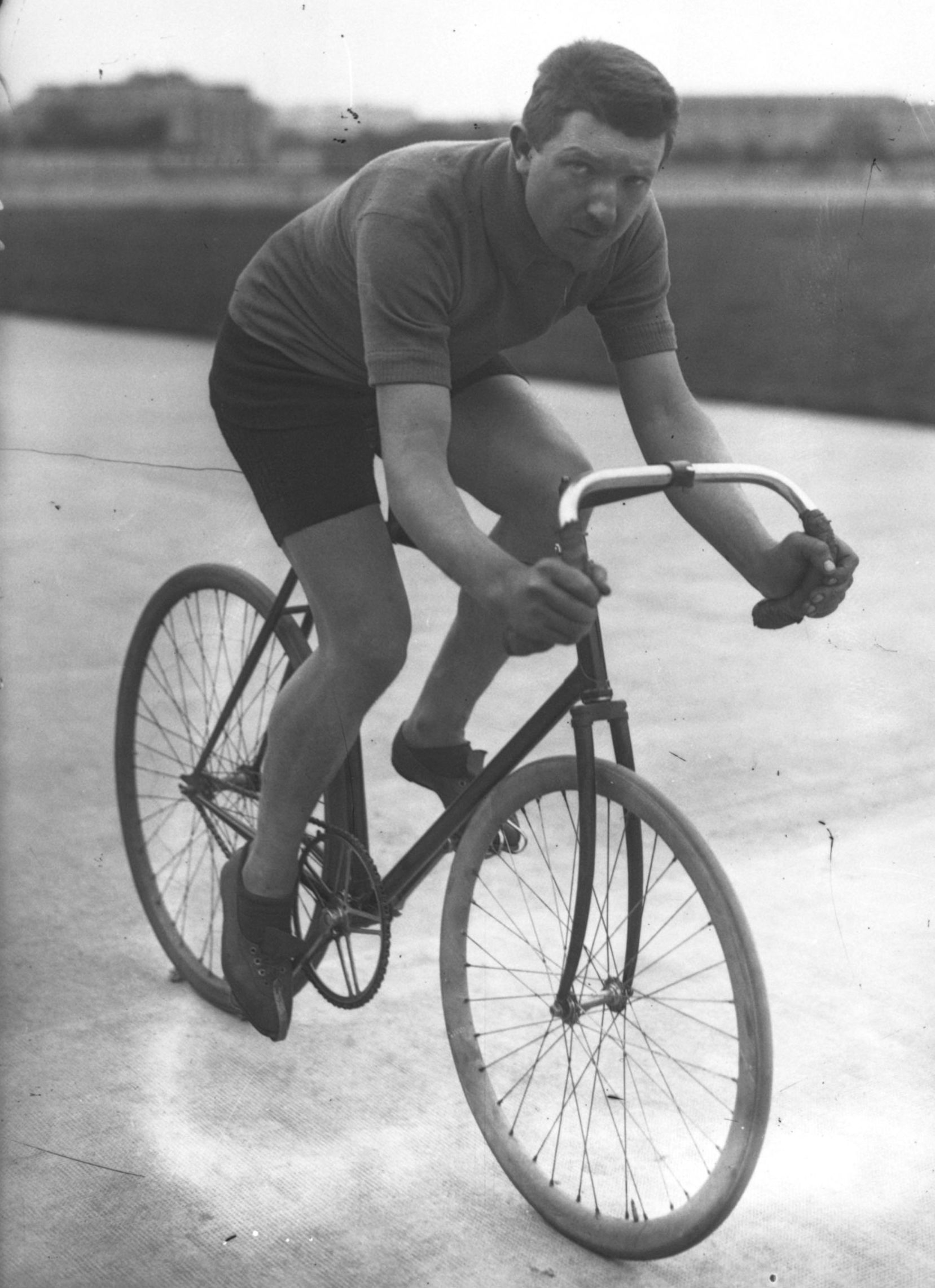
Louis Darragon in 1913

De wereldkampioenschappen baanwielrennen 1907 vonden in Parijs plaats op 30 juni, 4 en 7 juli. Oorspronkelijk waren de wedstrijden gepland op de wielerbaan van het Parc des Princes op 30 juni en 4 juli, maar door het regenweer kon de meeting van 30 juni niet doorgaan. Het sprintkampioenschap voor amateurs werd wel op 30 juni verreden, maar dan op de overdekte Vélodrome d'Hiver van Parijs. Op 4 juli werden de reeksen en herkansingen van het sprintkampioenschap voor profs gereden en de 100 kilometer voor amateurs; op 7 juli de halve finales en de finale van het sprintkampioenschap voor profs en de 100 kilometer voor profs.

## Uitslagen

### Beroepsrenners
| Wedstrijd      | Winnaar                                  | 2e                          | 3e                         |
| -------------- | ---------------------------------------- | --------------------------- | -------------------------- |
| Sprint         | Emile Friol                              | Henri Mayer                 | Walter Rütt                |
| 100 km stayers | Louis Darragon 1 uur 18 min. 23 2/5 sec. | Karel Verbist op 3,5 ronden | Georges Parent op 5 ronden |

### Amateurs
| Wedstrijd      | Winnaar         | 2e                | 3e               |
| -------------- | --------------- | ----------------- | ---------------- |
| Sprint         | Jean Devoissoux | Alexandre Auffray | Camille Avrillon |
| 100 km stayers | Leon Meredith   | Victor Tubbax     | Maurice Brocco   |

Edities

1893 ·
1894 ·
1895 ·
1896 ·
1897 ·
1898 ·
1899 ·
1900 ·
1901 ·
1902 ·
1903 ·
1904 ·
1905 ·
1906 ·
1907 ·
1908 ·
1909 ·
1910 ·
1911 ·
1912 ·
1913 ·
1914 ·
1915 · 1916 · 1917 · 1918 · 1919 ·
1920 ·
1921 ·
1922 ·
1923 ·
1924 ·
1925 ·
1926 ·
1927 ·
1928 ·
1929 ·
1930 ·
1931 ·
1932 ·
1933 ·
1934 ·
1935 ·
1936 ·
1937 ·
1938 ·
1939 ·
1940 · 1941 · 1942 · 1943 · 1944 · 1945 ·
1946 ·
1947 ·
1948 ·
1949 ·
1950 ·
1951 ·
1952 ·
1953 ·
1954 ·
1955 ·
1956 ·
1957 ·
1958 ·
1959 ·
1960 ·
1961 ·
1962 ·
1963 ·
1964 ·
1965 ·
1966 ·
1967 ·
1968 ·
1969 ·
1970 ·
1971 ·
1972 ·
1973 ·
1974 ·
1975 ·
1976 ·
1977 ·
1978 ·
1979 ·
1980 ·
1981 ·
1982 ·
1983 ·
1984 ·
1985 ·
1986 ·
1987 ·
1988 ·
1989 ·
1990 ·
1991 ·
1992 ·
1993 ·
1994 ·
1995 ·
1996 ·
1997 ·
1998 ·
1999 ·
2000 ·
2001 ·
2002 ·
2003 ·
2004 ·
2005 ·
2006 ·
2007 ·
2008 ·
2009 ·
2010 ·
2011 ·
2012 · 
2013 · 
2014 · 
2015 · 
2016 · 
2017 · 
2018 · 
2019 · 
2020 · 
2021 · 
2022 · 
2023 ·
2024 ·
2025 ·

Onderdelen

Achtervolging (individueel) · 
afvalkoers · 
keirin · 
koppelkoers · 
omnium · 
ploegenachtervolging · 
puntenkoers · 
scratch · 
sprint · 
teamsprint ·  
tijdrijden

Voormalig:
stayeren ·
tandem